# Sziur koma
Sziur koma (hebr. שיעור קומה, wymiary ciała) – dzieło wczesnej mistyki żydowskiej, powstałe w II lub III w. n.e. Jest opisem wymiarów Boga, wyliczającym poszczególne części Jego ciała i podającym ich gigantyczne wymiary. Liczone są one w parasangach niebieskich, które nie mają przełożenia na ziemskie miary z racji ich ogromu. Ponadto każda z części ciała Boga jest nazwany tajemnym imionami, zapisanymi przez niezrozumiałą dla nas kombinacje liter. Sens mistyczny jest wyprowadzany z V rozdziału Pieśni nad pieśniami, który jest cytowany w Sziur Koma. W rozdziale tym opisany jest wygląd oblubieńca. Być może należy zatem rozumieć, iż ciało Boga, jako ciało oblubieńca, wyraża misterium boskiej obecności w stworzeniu – jego oblubienicy. Zestawienie skrajnej antropomorfizacji i nieuchwytnej tajemnicy bożej miłości ma ukazywać niemożność orzekania o Bogu w sposób pewny, jako że Jego właściwa istota wymyka się opisowi. Dzieło to nawiązuje prawdopodobnie do kręgów skrajnej mistyki żydowskiej, mającej związki z gnostycyzmem. Było jednak stosowane przez rabinów uprawiających mieszczącą się w ramach normatywnego judaizmu mistykę Merkawy. Sziur Koma zachowało się w różnych wersjach. Do tradycji wymiarów Bożego ciała nawiązuje również żydowska literatura apokaliptyczna i literatura Hejchalot.